# Pere Esteve
Pere Esteve i Abad (ur. 26 grudnia 1942 w Barcelonie, zm. 10 czerwca 2005 tamże) – hiszpański i kataloński polityk, inżynier, od 1999 do 2002 deputowany do Parlamentu Europejskiego V kadencji, minister w rządzie katalońskim.

## Życiorys
Z wykształcenia inżynier, absolwent Uniwersytetu Politechnicznego Katalonii. Pracował w przedsiębiorstwie elektronicznym m.in. jako dyrektor ds. technicznych (1966–1979), następnie w latach 1980–1992 był konsultantem. Od 1989 do 1992 przewodniczył stowarzyszeniu katalońskich inżynierów przemysłowych, organizował regionalne instytuty techniczne.
W 1976 wstąpił do Demokratycznej Konwergencji Katalonii (CDC). W latach 1979–1985 był radnym miejskim w Tianie, a w pierwszej połowie lat 90. posłem do katalońskiego parlamentu. Od 1996 do 2000 pełnił funkcję sekretarza generalnego CDC. W wyborach w 1999 z ramienia Konwergencji i Unii uzyskał mandat posła do Parlamentu Europejskiego. Należał do grupy liberalnej, pracował m.in. w Komisji Spraw Zagranicznych, Praw Człowieka, Wspólnego Bezpieczeństwa i Polityki Obronnej. W PE zasiadał do 2002.
W tym samym roku wystąpił z partii, współtworzył Stowarzyszenie Katalonia 2003. W tym samym roku został wybrany do parlamentu katalońskiego z ramienia Republikańskiej Lewicy Katalonii. Objął następnie stanowisko ministra handlu, turystyki i spraw konsumenckich w regionalnym rządzie, które zajmował od grudnia 2003 do października 2004. Zrezygnował z przyczyn zdrowotnych, zmarł kilka miesięcy później na chorobę nowotworową.